# Morya

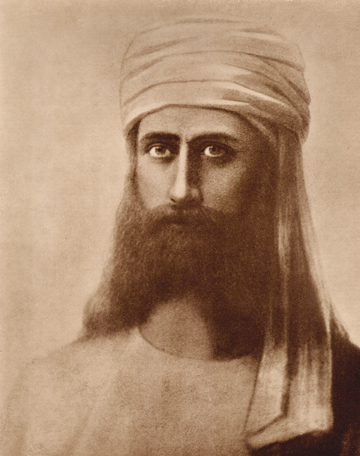
Ritratto del Maestro Morya ad opera di Hermann Schmiechen (1884).

Morya, o Maestro Morya, spesso abbreviato in M., è un personaggio citato da diversi scrittori appartenenti a movimenti spirituali ed esoterici, come quello teosofico, che lo considerano un mahatma o maestro di saggezza, divenuto membro della cosiddetta «Fratellanza Bianca» di Shamballa, e operante in maniera occulta sulla Terra, prevalentemente in India, sia in forma umana che su un piano eterico.

## Morya secondo la teosofia
La sua figura fu rivelata per la prima volta dagli scritti di Helena Blavatsky, che sosteneva di esserne diventata sua discepola, dopo averlo incontrato all'età di 20 anni a Londra, ad Hyde Park, sotto le vesti di un principe Rajput.
Sarebbero state le direttive di Morya e di un altro maestro che si faceva chiamare Koot Hoomi a indurre la Blavatsky a fondare la Società Teosofica nel 1875 ad Adyar, in India, per diffondere nuovamente nel mondo gli antichi insegnamenti di quella «saggezza divina» (o appunto teosofia) che era stata alla base di altre scuole del passato, come il neoplatonismo, lo gnosticismo e i misteri del mondo classico. 
Morya avrebbe poi avuto una corrispondenza con altri due teosofi inglesi trasferitisi in India, Alfred Percy Sinnett e Allan Octavian Hume, che fu pubblicata nel 1923 da A. Trevor Barker nel libro The Mahatma Letters to A. P. Sinnett.
Morya e Koot Hoomi apparterrebbero secondo la Blavatsky a un gruppo di mahatma che nel corso delle loro ripetute vite terrene si sarebbero evoluti al punto da trascendere la stessa condizione umana, superando specifiche iniziazioni con cui sono entrati a far parte di quella Grande Loggia o Fratellanza Bianca discesa dal cosmo in tempi remoti per assumersi il compito di guidare il destino dell'umanità. 
Divenuto capace di assumere e modellare a piacimento un proprio corpo fisico, Morya «vive sulla Terra, ma in possesso di sensi sviluppati che si fanno beffe del tempo e dello spazio».
Morya avrebbe in seguito ispirato la teosofa russa Helena Roerich, moglie dell'artista e poeta Nicholas Roerich, inducendoli a scrivere tra il 1920 e il 1944 i fondamenti della dottrina spirituale dell'Agni Yoga in diciotto volumi.

### Tratti salienti
Fra i sette raggi divini, ovvero le sette emanazioni con cui l'Assoluto si esplica irraggiandosi sulla Terra, Morya apparterrebbe al Primo Raggio, corrispondente a Volontà e Potere. Egli è intimamente legato al maestro Koot Humi, esponente però del Secondo Raggio.
Morya opererebbe inoltre in stretta collaborazione col Manu, considerato nella teosofia il signore delle razze-madri, o razze-radici, in quanto capostipite del popolo dominatore in ognuna delle rispettive ere attraversate fino a oggi, ed anche in futuro, dalla Terra.
Nelle sue precedenti incarnazioni, prima di ascendere alla condizione di mahatma, secondo la letteratura teosofica Morya sarebbe stato: Abramo, patriarca di Israele; il profeta Mosè al tempo del faraone egizio Amenhotep IV; Melchiorre, uno dei tre re Magi; il leggendario Artù, re dei Britanni e fondatore dell'ordine misterico di Camelot; l'imperatore indiano Akbar il Grande.

## Opere
A Morya è attribuita la paternità dei seguenti 18 libri sulla dottrina dell'agni yoga, pubblicati da Helena Roerich, alla quale egli li avrebbe dettati telepaticamente o per chiaroudienza:
1. Foglie del Giardino di Morya: Appello (1924)
2. Foglie del Giardino di Morya: Illuminazione (1925)
3. Nuova Era: Comunità (1926)
4. Agni Yoga (1929)
5. Criptogrammi dell'Oriente (1929)
6. Infinito, vol. I  (1930)
7. Infinito, vol. II  (1930)
8. Gerarchia (1931)
9. Cuore (1932)
10. Mondo del Fuoco, vol. I  (1933)
11. Mondo del Fuoco, vol. II  (1934)
12. Mondo del Fuoco, vol. III  (1935)
13. Aum (1936)
14. Fratellanza (1936)
15. Sovramundano, vol. I  (1938)
16. Sovramundano, vol. II  (1938)
17. Sovramundano, vol. III  (1938)
18. Sovramundano, vol. IV  (1938)

### Pubblicazioni in italiano
- Mondo del Fuoco, vol. 1, Nuova Era, 1985 ISBN 978-88-959-4412-8
- Mondo del Fuoco, vol. 2, Nuova Era, 1986 ISBN 978-88-959-4413-5
- Mondo del Fuoco, vol. 3, Nuova Era, 1987 ISBN 978-88-959-4414-2
- Comunità, Nuova Era, 1986 ISBN 978-88-959-4407-4
- Fratellanza, Nuova Era, 1989 ISBN 978-88-959-4401-2
- Gerarchia, Nuova Era, 1994 ISBN 978-88-959-4410-4
- Infinito, vol. 1, Nuova Era, 1994 ISBN 978-88-959-4408-1
- Infinito, vol. 2, Nuova Era, 1996 ISBN 978-88-959-4409-8
- Cuore, Nuova Era, 2003 ISBN 978-88-959-4411-1
- Sovramundano, vol. 1, Nuova Era, 2007 ISBN 978-88-95944-17-3
- Sovramundano, vol. 2, Nuova Era, 1996 ISBN 978-88-86408-18-9
- Sovramundano, vol. 3, Nuova Era, 2003 ISBN 978-888-6408-45-5
- Sovramundano, vol. 4, Nuova Era, 2004 ISBN 978-88-86408-50-9
- Foglie del giardino di Morya, vol. 1, Nuova Era, 2004 ISBN 978-88-959-4405-0
- Foglie del giardino di Morya, vol. 2, Nuova Era, 2010 ISBN 978-88-959-4406-7